# 9698 Ідзерда
9698 Ідзерда (9698 Idzerda) — астероїд головного поясу, відкритий 25 березня 1971 року.
Тіссеранів параметр щодо Юпітера — 3,534.